# Chaire Bloomberg
 (juillet 2020).
Le contenu est difficilement compréhensible vu les erreurs de traduction, qui sont peut-être dues à l'utilisation d'un logiciel de traduction automatique.

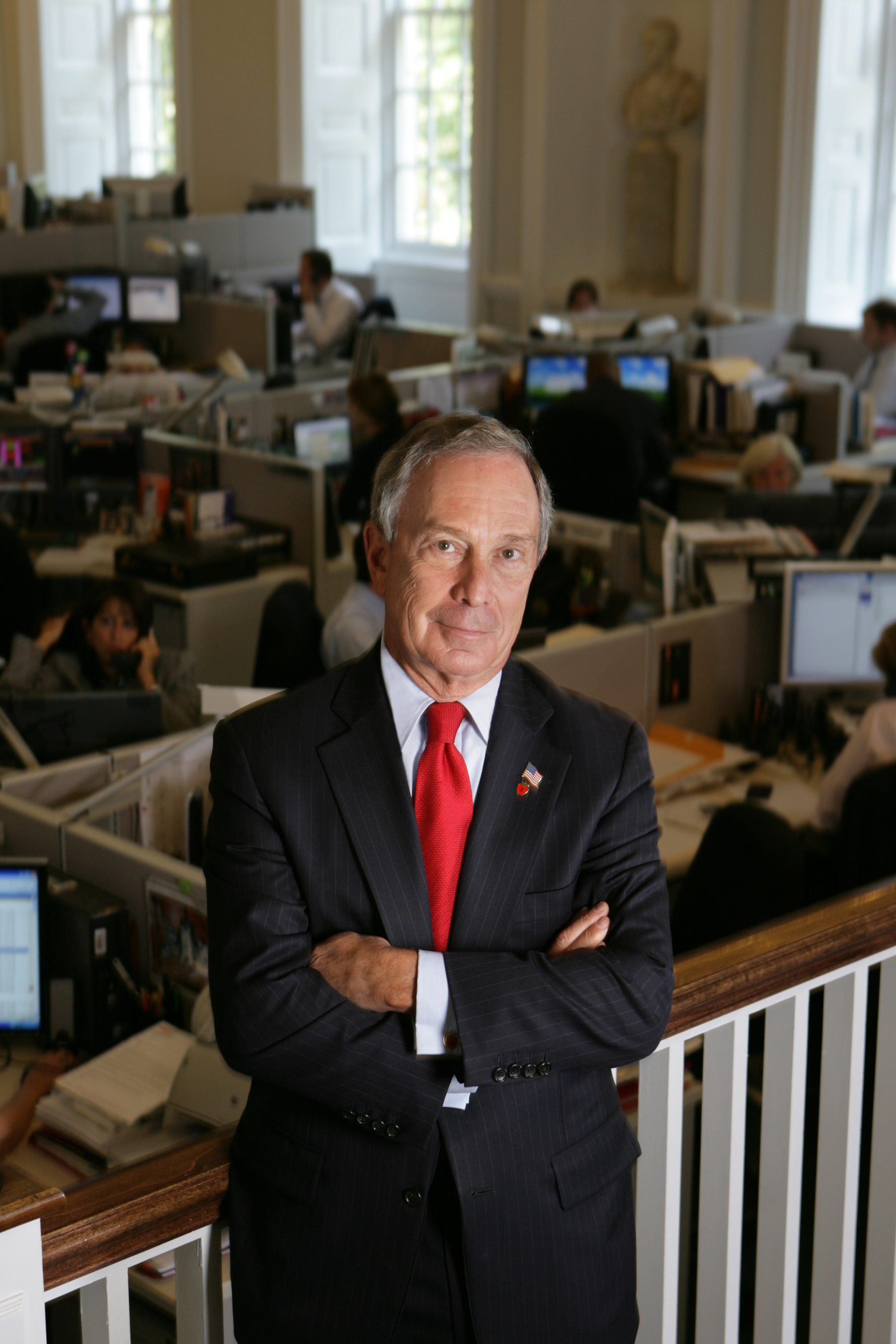
Michael Bloomberg

Une chaire Bloomberg (BDP, abréviation de leur nom anglais : Bloomberg Distinguished Professorships, professeur émérite Bloomberg) désigne une des cinquante chaires créées dans le cadre d'un investissement de 350 millions de dollars par Michael Bloomberg (JHU, classe 1964), à l'université Johns Hopkins en 2013.  
Cinquante membres du corps professoral, dix de l'université Johns Hopkins et quarante recrutés dans des établissements du monde entier, seront choisis pour ces postes de professeurs dotés en fonction de leurs recherches, de leur enseignement, de leurs services et de leurs dossiers de leadership,,. Le programme est dirigé et géré par le vice-recteur à la recherche de l'Université Johns Hopkins, le Dr Denis Wirtz. En février 2020, quarante-sept des cinquante professeurs distingués Bloomberg avaient été annoncés,,. 

## Objectif
Les BDP créeront des liens et des collaborations interdisciplinaires à travers l'ensemble de l'Université Johns Hopkins, formeront et encadreront des étudiants de premier cycle et des cycles supérieurs et renforceront le leadership de l'université dans des domaines de recherche d'intérêt international,,. Chacun des titulaires sera nommé dans au moins deux divisions ou disciplines,. Le programme vise à rapprocher les disciplines de recherche traditionnelles afin de s'attaquer à des problèmes complexes tels que le cancer, la pauvreté urbaine et les disparités en matière de santé.

## Professeurs émérites Bloomberg
| Professeur            | Domaine d'installation                                            | Année d'installation |
| --------------------- | ----------------------------------------------------------------- | -------------------- |
| Peter Agre            | Malaria                                                           | 2014                 |
| Rexford S. Ahima      | Diabète                                                           | 2016                 |
| Charles L. Bennett    | Espace, astrophysique expérimentale et cosmologie                 | 2015                 |
| Otis Brawley          | Oncologie et Épidémiologie                                        | 2019                 |
| Filipe Campante       | Économie politique et gouvernance                                 | 2018                 |
| Christopher Cannon    | Littérature médiévale et Culture                                  | 2017                 |
| Arturo Casadevall     | Microbiologie moléculaire et Immunologie et Maladies infectieuses | 2015                 |
| Nilanjan Chatterjee   | Biostatistique et épidémiologie génétique                         | 2015                 |
| Christopher G. Chute  | Informatique médicale                                             | 2015                 |
| Lisa Cooper           | Équité en santé et en soins de santé                              | 2016                 |
| Rachel Green          | Biologie et Génétique                                             | 2017                 |
| Jessica Fanzo         | Global Food and Agriculture Ethics and Policy                     | 2015                 |
| Andrew Feinberg       | Epigenetics                                                       | 2015                 |
| Paul Ferraro          | Human Behavior et Politique publique                              | 2015                 |
| Carol W. Greider      | Molecular Biology                                                 | 2014                 |
| Taekjip Ha            | Single-molecule Biophysics                                        | 2015                 |
| Richard L. Huganir    | Neuroscience & Brain Sciences                                     | 2018                 |
| Lawrence Jackson      | English et History                                                | 2017                 |
| Patricia Janak        | Associative Learning et Addiction                                 | 2014                 |
| Matthew Kahn          | Economics et Business                                             | 2019                 |
| Yannís G. Kevrekidis  | Modélisation et comportement dynamique de systèmes complexes      | 2017                 |
| Daeyeol Lee           | Neuroéconomie                                                     | 2019                 |
| Rong Li               | Dynamique des cellules                                            | 2015                 |
| Ellen MacKenzie       | Traumatic Injury et Rehabilitation Health Services                | 2017                 |
| Mauro Maggioni        | Data Intensive Computation                                        | 2016                 |
| Kathryn McDonald      | Health Systems, Quality et Safety                                 | 2020                 |
| Stephen L. Morgan     | Sociologie et Éducation                                           | 2014                 |
| Ulrich Mueller        | Hearing Loss et Brain Development                                 | 2016                 |
| Hanna Pickard         | Philosophie et Bioéthique                                         | 2019                 |
| Ian Phillips          | Philosophie et Psychological and Brain Sciences                   | 2019                 |
| Daniel Polsky         | Health Economics                                                  | 2019                 |
| Adam Riess            | Cosmologie observationnelle et Énergie noire                      | 2016                 |
| Kathleen M. Sutcliffe | Organizational Theory et Patient Safety                           | 2014                 |
| Steven Salzberg       | Computational Biology et Genomics                                 | 2015                 |
| Michael Schatz        | Computational Biology et Oncology                                 | 2016                 |
| Jeremy Shiffman       | Global Health Policy                                              | 2018                 |
| David Sing            | Physique des exoplanètes                                          | 2018                 |
| Nilabh Shastri        | Immunology et Pathogenesis                                        | 2018                 |
| Sabine Stanley        | Planétologie physique                                             | 2017                 |
| Alex Szalay           | Big Data                                                          | 2015                 |
| Michael Tsapatsis     | Nanomatériaux                                                     | 2018                 |
| Vesla Weaver          | Racial Politics et Criminal Justice                               | 2017                 |
| Ashani Weeraratna     | Biologie du cancer                                                | 2019                 |
| Carl Wu               | Biologie de la chromatine et Biochimie                            | 2016                 |
| Alan Yuille           | Computational Cognitive Science                                   | 2015                 |